# Rackham el Rojo
Rackham el Rojo es un personaje de historieta que aparece en la serie Las aventuras de Tintín, creada por el autor belga Hergé. 
Rackham el rojo era un pirata que poseía una gran fortuna, la cual le fue arrebatada (junto con su barco, sus hombres y su propia vida) por Francisco de Hadoque, antepasado del capitán Haddock, según se relata en el álbum El secreto del Unicornio. 
Según dicho álbum, el encuentro entre Francisco de Hadoque y Rackham el Rojo tuvo lugar en 1698. El francés Francisco de Hadoque partía de la isla de Santo Domingo, rumbo a Europa, cuando el barco que mandaba, El Unicornio, fue abordado por Rackham el Rojo y sus hombres. En la batalla que siguió, los piratas lograron hacerse con el navío de Hadoque, pero el lugarteniente de Rackham, Diego Navarro, murió a manos del francés, y el barco pirata se fue a pique. Los piratas se pasaron con armas y tesoros al barco francés y Hadoque fue hecho prisionero pero, por la noche, mientras la tripulación pirata festejaba su triunfo, logró huir. Rackham lo sorprendió en su huida y se enfrentó con él, pero murió a manos de Hadoque, quien posteriormente hizo explotar El Unicornio.
El personaje de Rackham el Rojo está inspirado en el pirata real Jack Rackham.
- Datos: Q3827038